# روار بيدرسن
روار بيدرسن (بالنرويجية البوكمول: Roar Bakke)‏ هو لاعب هوكي الجليد نرويجي، ولد في 24 نوفمبر 1927، وتوفي في 9 نوفمبر 1989.

## وصلات خارجية
- روار بيدرسن على موقع EliteProspects.com (الإنجليزية)
- روار بيدرسن على موقع أوليمبيديا (الإنجليزية)